# Estádio de Shikishima
O Shoda Shoyu Stadium Gunma ou Estádio de Shikishima é um estádio de futebol situado em Maebashi, Gunma, Japão. É nesse local onde joga o Thespakusatsu Gunma. O estádio tem uma capacidade de 15.253 espectadores.